# Тюбинген
Тю́бинген (нем. Tübingen МФА: [ˈtyːbɪŋən]о файле, алем. нем. Dibenga) — старинный город в Германии, в земле Баден-Вюртемберг. Административный центр одноимённого округа. Население — около 90 000 человек.
Благодаря основанному в 1477 году Тюбингенскому университету является одним из старейших университетских городов Германии. Примерно треть населения города — около 28 000 человек — составляют студенты. Вследствие этого средний возраст жителей один из самых низких в Германии — 40 лет.

## География

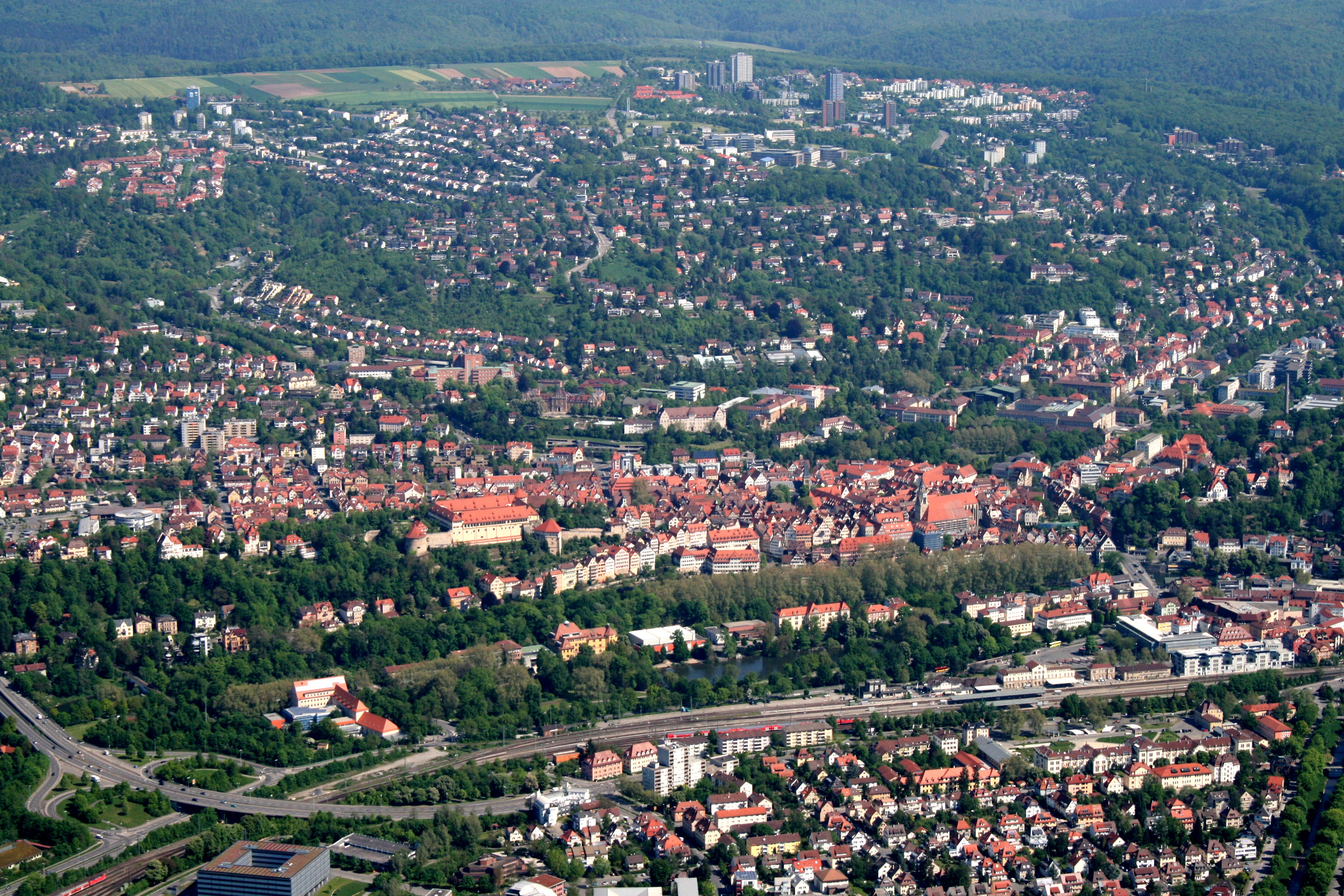
Тюбинген

Тюбинген лежит в долине реки Неккар, при впадении pек Аммер и Штайнлах, между северным Шварцвальдом и Швабским Альбом, примерно в 30 километрах к югу от Штутгарта. В 13 километрах к юго-востоку от Тюбингена начинается горная гряда Швабского Альба. К северу от города начинается охраняемый природный парк Шёнбух. Тюбинген живописно раскинулся на многочисленных холмах и в долинах между ними. Самая низкая точка на территории города (307 метров над уровнем моря) находится в его восточной части в долине реки Неккар, самая высокая (515 метров над уровнем моря) — гора Хорнкопф в Шёнбухе.
В Тюбингене, в небольшом лесу Элизиум возле Ботанического сада находится географический центр земли Баден-Вюртемберг.

## История
Первые поселения на территории Тюбингена возникли около 12 тыс. лет до н. э.
В 85 году территория была захвачена Древним Римом. Были возведены укрепительные сооружения для защиты от германцев.
Город Тюбинген впервые упоминается в официальных документах с 1191 года, а местный замок Хоэнтюбинген упоминается ранее, с 1078 года, когда его осаждал король Генрих IV.
С 1146 года граф Хуго V Нагольдский (1125—1152) был повышен до пфальцграфа и стал известен как Хуго I Тюбингенский. Тюбинген стал столицей пфальцграфства Тюбинген.
Городское право Тюбинген получил в 1231 году.
В 1262 году папа Александр IV основал в Тюбингене августинский монастырь; в 1272 году был основан францисканский монастырь. В 1300 году была основана латинская школа (сегодняшняя гимназия имени Уланда). Во время протестантской Реформации, в которую перешёл герцог Ульрих Вюртембергский, он упразднил францисканский монастырь в 1535 году.
В 1342 году граф Тюбингенский Готфрид II продал город графу Вюртембергскому Ульриху III.
В 1477 году графом Эберхардом Бородатым в городе был основан знаменитый университет.
В 1470—1483 годах была построена церковь, ставшая усыпальницей для многих вюртембергских правителей.
В 1514 году после восстания «Бедного Конрада» был заключён Тюбингенский договор между герцогом Ульрихом и имперским сеймом, который считается важным конституционным документом герцогства Вюртемберг.

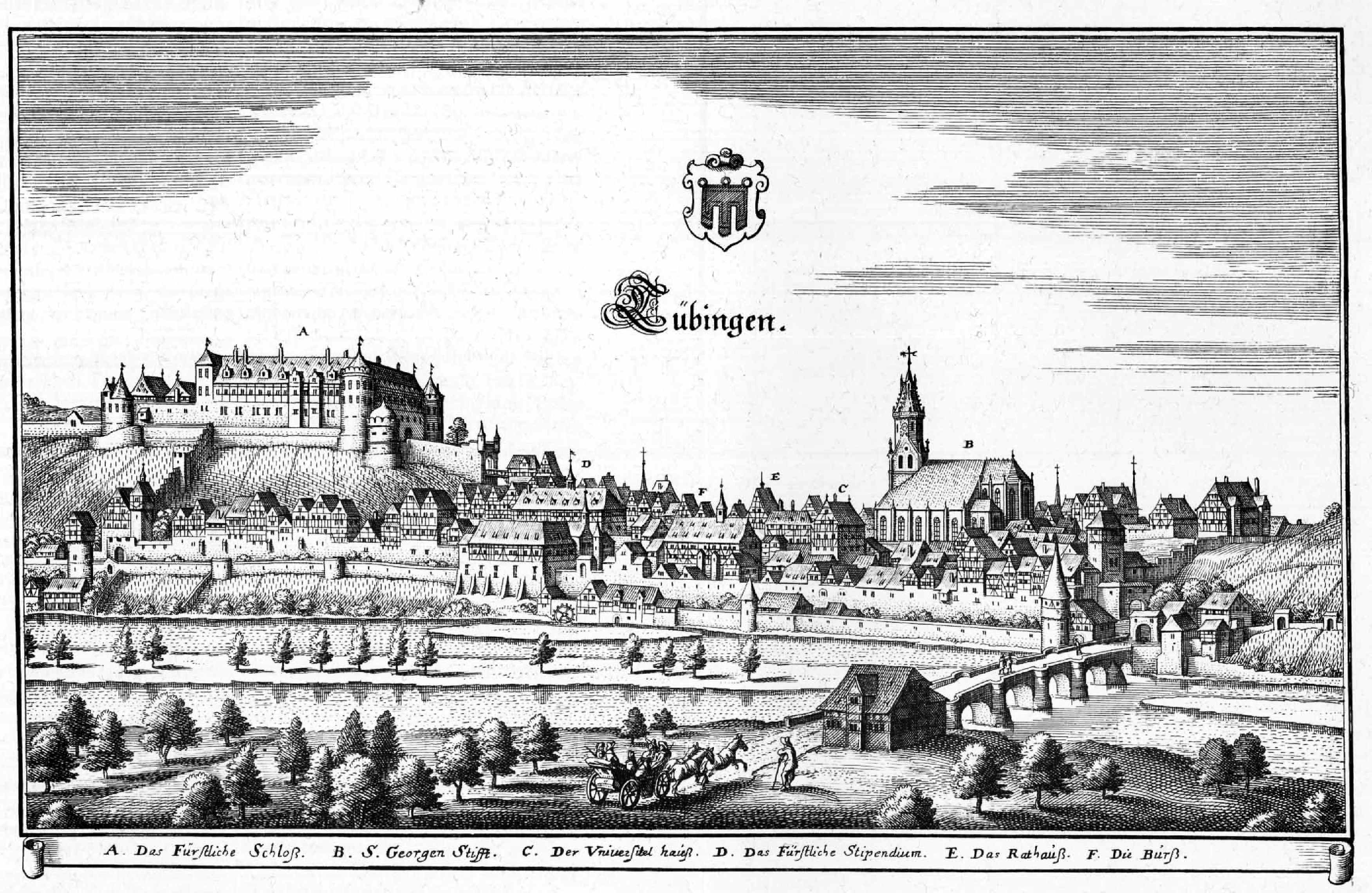
Тюбинген, гравюра Маттеуса Мериана (1643)

В 1638 году во время Тридцатилетней войны город был захвачен шведской армией. В 1647 году незадолго до окончания войны замок Хоэнтюбинген был осаждён французами под начальством Тюренна. 14 марта юго-восточная башня была взорвана. Французы взяли город, срыли его укрепления и оставались в нём до 1649 года.
В 1789 году часть старого города сгорела, но позже была восстановлена в первоначальном виде.
В 1798 году Иоганн Фридрих Котта — издатель таких классиков немецкой литературы, как Гёте, Шиллер, Гердер и Виланд — основал в Тюбингене газету Allgemeine Zeitung, которая в последующие годы стала ведущей ежедневной политической газетой Германии.
После окончания Второй мировой войны Тюбинген находился в зоне французской оккупации. Тюбинген стал первым городом Германии, где после войны вновь открылся университет.
В 1946—1952 годах Тюбинген был столицей новообразованной земли Вюртемберг-Гогенцоллерн. После объединения с соседними землями вошёл в состав земли Баден-Вюртемберг.
В 1965 году Тюбинген был удостоен премии Европы за выдающиеся усилия по европейской интеграции.
Во второй половине XX века административная территория Тюбингена была расширена за пределы того, что сейчас называется «центром города», и включила в себя несколько небольших посёлков и деревень. Наиболее примечательна среди них деревня Бебенхаузен, расположенная вокруг замка и аббатства Бебенхаузен, цистерцианского монастыря, находящегося примерно в 3 км к северу от центра Тюбингена.
Тюбинген оставался французским гарнизонным городом до 1990-х годов. Французские солдаты внесли свой вклад в формирование городского облика. Помимо трёх казарм в Тюбингене, французский гарнизон использовал многочисленные жилые дома в южной части города.
В 2015 году Тюбинген был удостоен почётного звания «Город Реформации Европы» Сообществом протестантских церквей Европы.
16 марта 2021 года в связи с пандемией COVID-19 в Тюбингене начался эксперимент правительства земли Баден-Вюртемберг и города, который стал известен как «Тюбингенская модель». В первую очередь благодаря экспресс-тестам стало возможным открытие магазинов, ресторанов и культурных учреждений. С помощью модельного проекта, официальное название которого было «Открытость с безопасностью», Баден-Вюртемберг совместно с Тюбингеном «отрабатывали новые способы борьбы с пандемией коронавируса». Проект завершился 24 апреля 2021 года.

## Политика
- Мельхиор Метцгер (нем. Melchior Metzger) (ум. 1563)
- Георг Кальвер (нем. Georg Calwer) (ум. 1618)
- 1667: Иоганн Вильгельм Швартц (нем. Johann Wilhelm Schwartz)
- 1674: Иоганн Якоб Баур (нем. Johann Jacob Baur)
- 1718—1721: Иоганн Адам Куррер (нем. Johann Adam Kurrer)
- 1724: Абель Ренц (нем. Abel Renz)
- 1743: Михаэль Колер (нем. Johann Michael Kohler)
- 1787: Кристоф Адам Дёрр (нем. Christoph Adam Dörr)
- 1801: Иоганн Якоб Рехфуес (нем. Johann Jacob Rehfues)
- 1805—1815: Иоганн Иммануил Боссерт (нем. Johann Immanuel Bossert)
- 1815—1819: Иозеф Филипп Рехфуес (нем. Jos. Phil. Rehfues)
- 1819—1823: Иоганн Андреас Лаупп (нем. Johann Andreas Laupp)
- 1823—1857: Эрнст Вильгельм Бирер (нем. Ernst Wilhelm Bierer)
- 1857—1874: Август Фридрих Рапп (нем. August Friedrich Rapp)
- 1874—1897: Юлиус Гёс (нем. Julius Gös)
- 1897—1927: Герман Гаузер (нем. Hermann Haußer)
- 1927—1939: Адольф Шееф (нем. Adolf Scheef)
- 1939—1945: Эрнст Вайнбергер (нем. Ernst Weinberger)
- 1945—1946: Виктор Реннер (нем. Viktor Renner), СДПГ
- 1946—1949: Адольф Хартмейер (нем. Adolf Hartmeyer)
- 1949—1954: Вольфганг Мюльбергер (нем. Wolfgang Mülberger)
- 1954—1974: Ганс Гмелин (нем. Hans Gmelin), беспартийный
- 1974—1999: Евгений Шмид (нем. Eugen Schmid), беспартийный
- 1999—2007: Бригитта Русс-Шерер (нем. Brigitte Russ-Scherer), СДПГ
- с 2007: Борис Пальмер (нем. Boris Palmer), Партия Зелёных

## Население
В Средние века и в начале Нового времени Тюбинген насчитывал несколько тысяч жителей. Население росло медленно и неоднократно сокращалось из-за многочисленных войн, эпидемий и голода. Например, эпидемии чумы в 1348 году и во время Тридцатилетней войны в 1634 и 1635 годах унесли много жизней. Только с началом индустриализации в XIX веке рост населения ускорился. Если в 1818 году в городе проживало всего 7 500 человек, то к 1900 году их число выросло до 15 000. К 1939 году население удвоилось до 30 000. В связи с присоединением восьми небольших прилегающих общин в начале 1970-х годов население выросло с 55 000 в 1970 году до 70 000 в 1973 году. 31 декабря 2008 года население Тюбингена официально составляло 85 344 человека, согласно обновлённым данным Статистического управления Баден-Вюртемберга.

## Экономика и промышленность
Экономика Тюбингена в значительной степени определяется государственным сектором. Крупнейшими работодателями являются университет и клиника, в которых работают более 12 000 человек. В примерно 30 государственных организациях Тюбингена работает около 2 500 человек. Всего в Тюбингене работает около 40 400 человек, уплачивающих взносы в фонд социального страхования.
Муниципальное коммунальное предприятие Stadtwerke Tübingen (SWT) отвечает за снабжение города электроэнергией, водой, газом, централизованным отоплением и телекоммуникациями. Оно также управляет бассейнами и парковками Тюбингена. Дочерняя компания Stadtverkehr Tübingen организует автобусные перевозки. SWT также эксплуатирует гидроэлектростанцию Neckarwerk, работающую в русле реки.
В отличие от многих других городов Вюртемберга, Тюбинген никогда не был известным промышленным центром. Сегодня в городе всего четыре крупных промышленных предприятия — Walter AG, Hugo Brennenstuhl, Erbe Elektromedizin и CHT-Gruppe. Кроме того, существует ряд небольших компаний в области машиностроения, медицинских технологий и текстиля.
На базе исследовательских институтов университета Тюбинген в последние годы превратился в центр информационных, био- и нанотехнологий. Многие из этих компаний расположены в Технологическом парке Тюбинген-Ройтлинген, крупнейшем в Германии центре стартапов в области биотехнологий, таких как Immatics и пионер вакцин CureVac. С 2017 года в Технологическом парке развивается так называемая Кибер-долина, крупнейший в Европе исследовательский консорциум в области искусственного интеллекта.
В мае 2021 года компания Porsche объявила, что построит в Тюбингене завод по производству аккумуляторных батарей.

## Образование и наука

### Университет

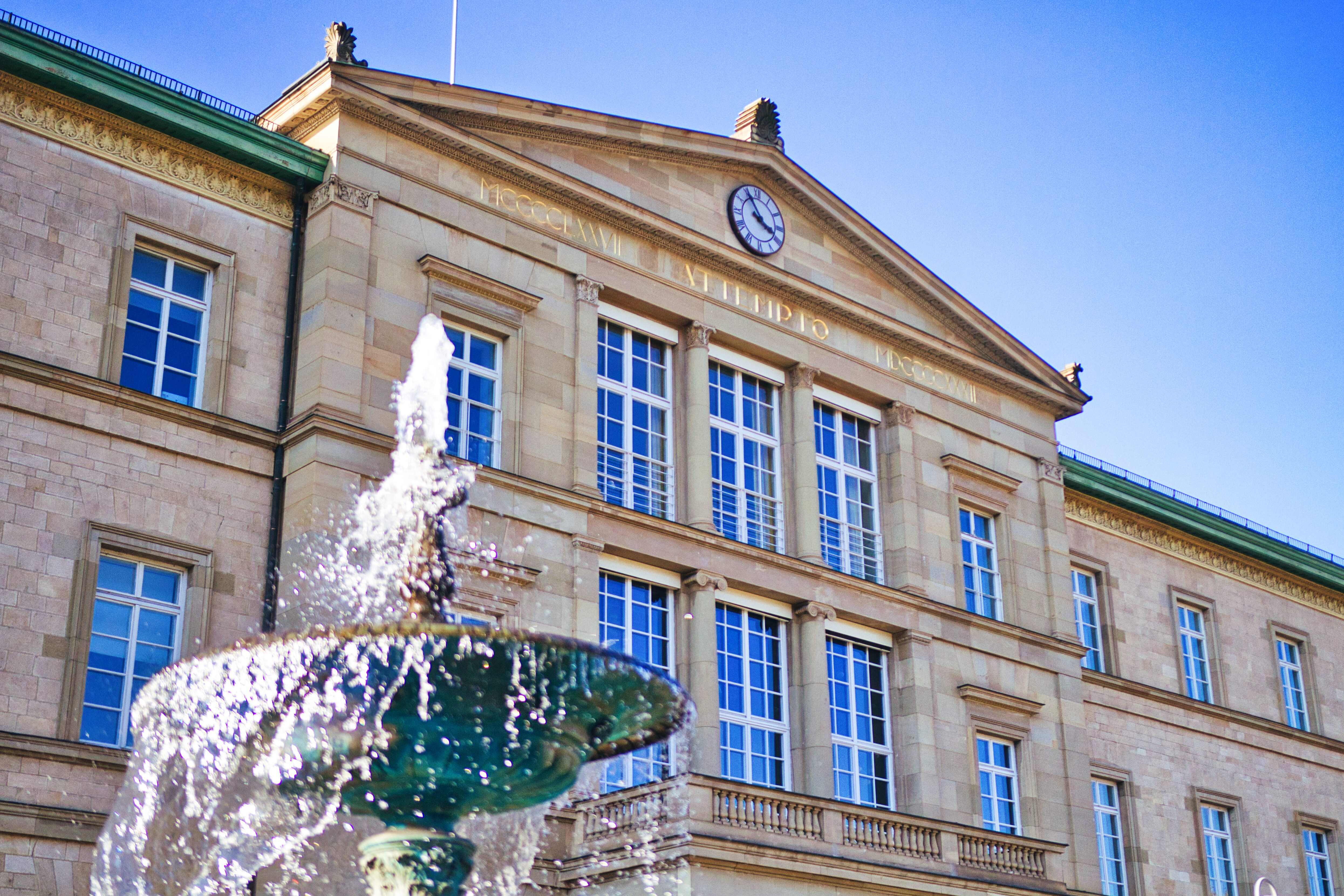
Новый корпус университета

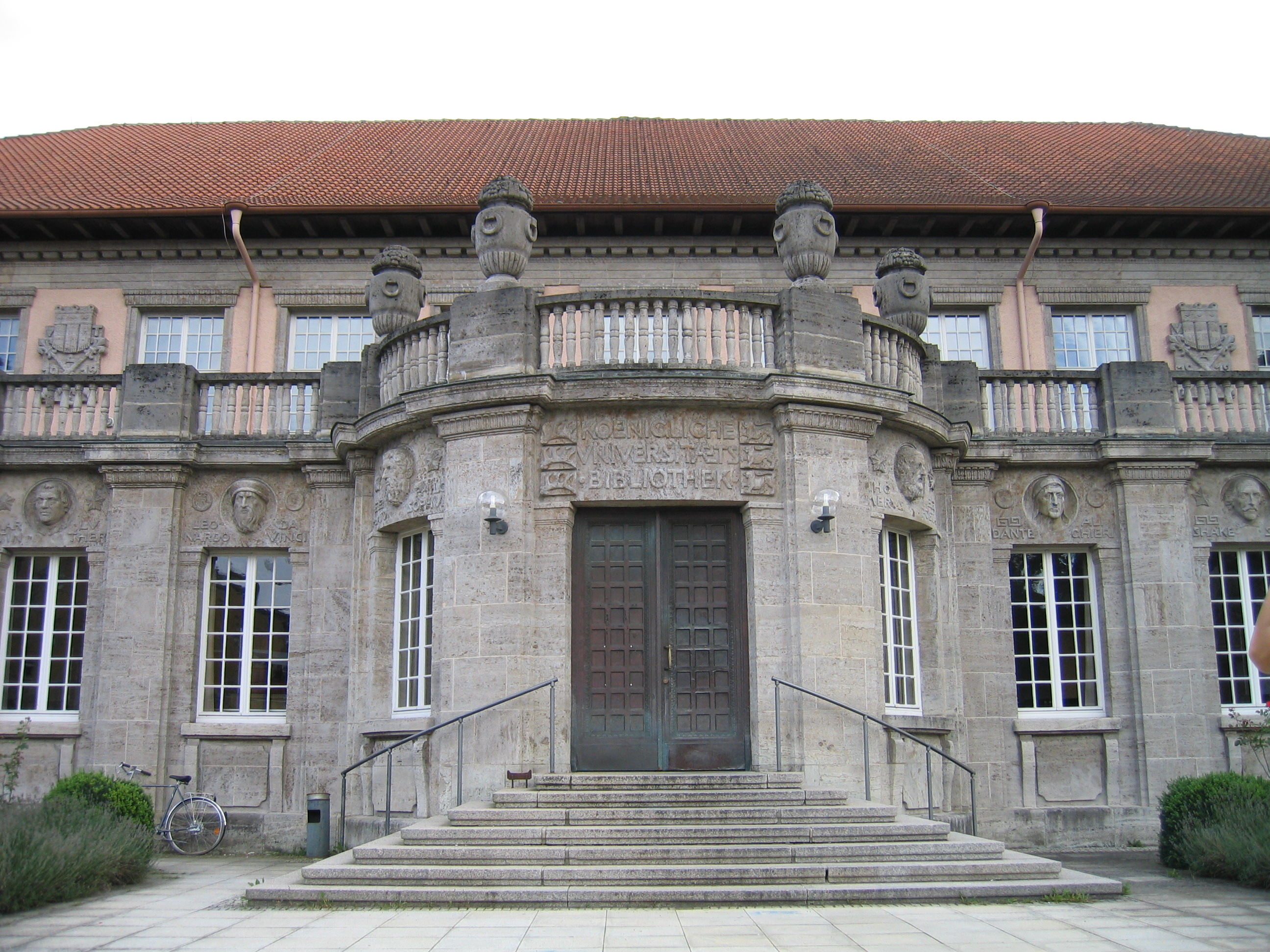
Библиотека университета, вход в исторический читальный зал

Тюбингенский университет имени Эберхарда и Карла является одним из старейших и наиболее известных немецких университетов. Был основан в 1477 году. В 2016 году в нём обучалось 27 500 студентов.
Университетская клиника Тюбингена с 17 различными медицинскими учреждениями и примерно 1 500 больничными койками является филиалом университета. С 1998 года клиника управляется как независимое учреждение в соответствии с государственным законодательством.

### Исследовательские институты Общества Макса Планка
- Институт биологии

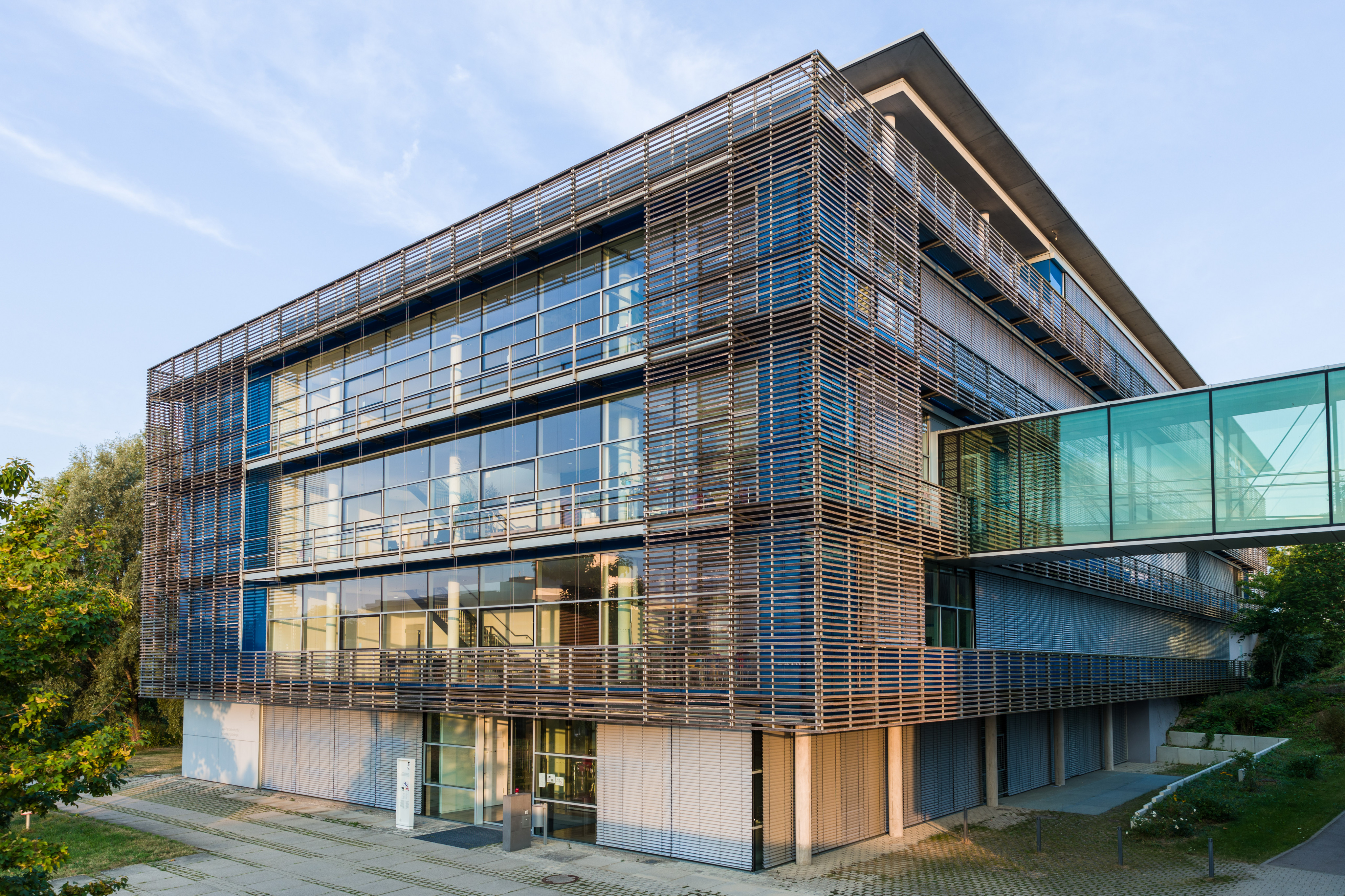
Институт биологии Общества Макса Планка

- Институт биологической кибернетики
- Институт интеллектуальных систем
- Лаборатория имени Фридриха Мишера

### Гимназии
- Гимназия имени Уланда (нем. Uhland-Gymnasium)
- Гимназия имени Карло Шмида (нем. Carlo-Schmid-Gymnasium)
- Гимназия имени Кеплера (нем. Kepler-Gymnasium)
- Гимназия имени Вильдермут (нем. Wildermuth-Gymnasium)
- Школа имени Ганса и Софи Шолль (нем. Geschwister-Scholl-Schule)

## Культура и достопримечательности

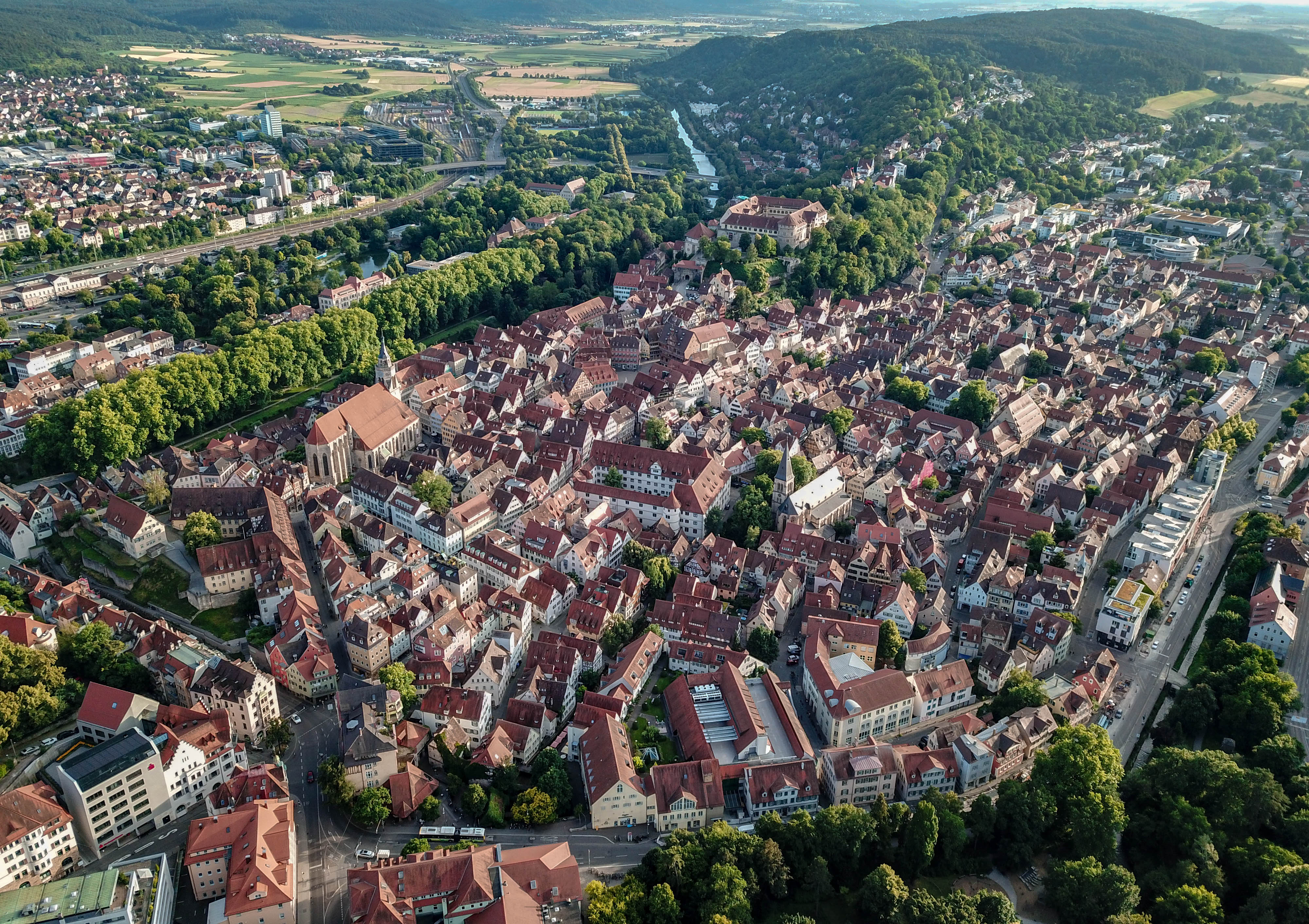
Альтштадт (старый город)

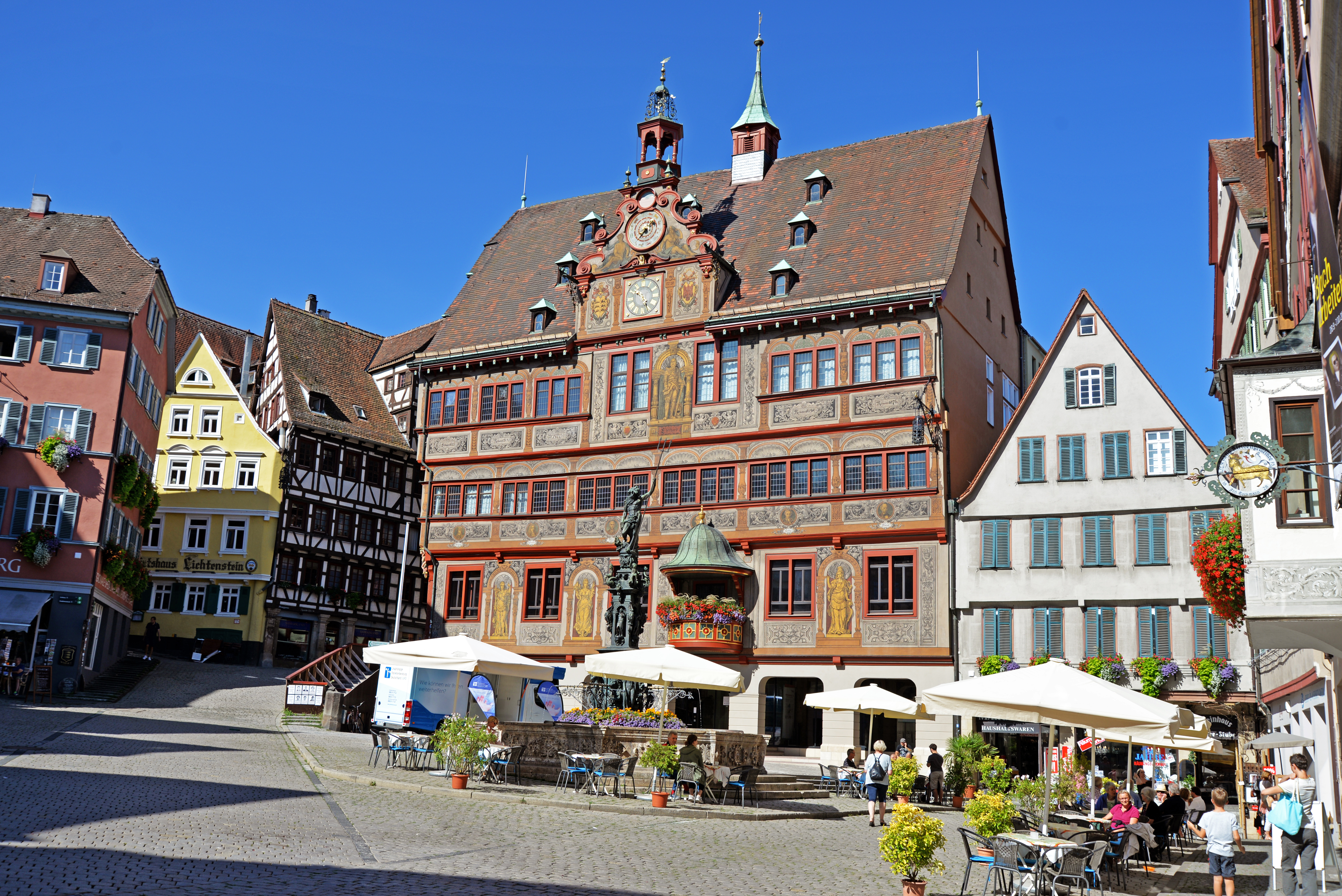
Городская ратуша

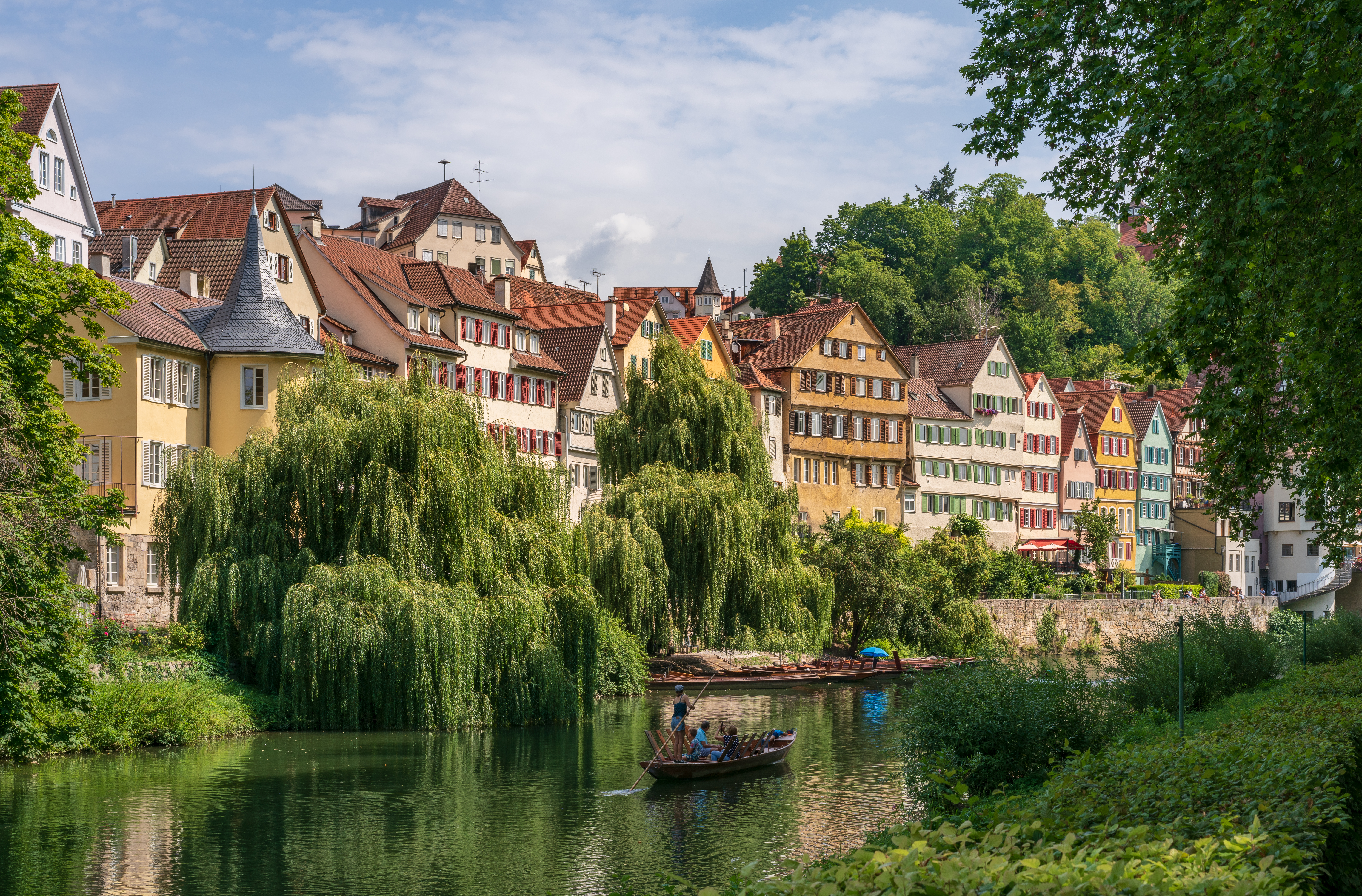
Вид с острова на реке Неккар

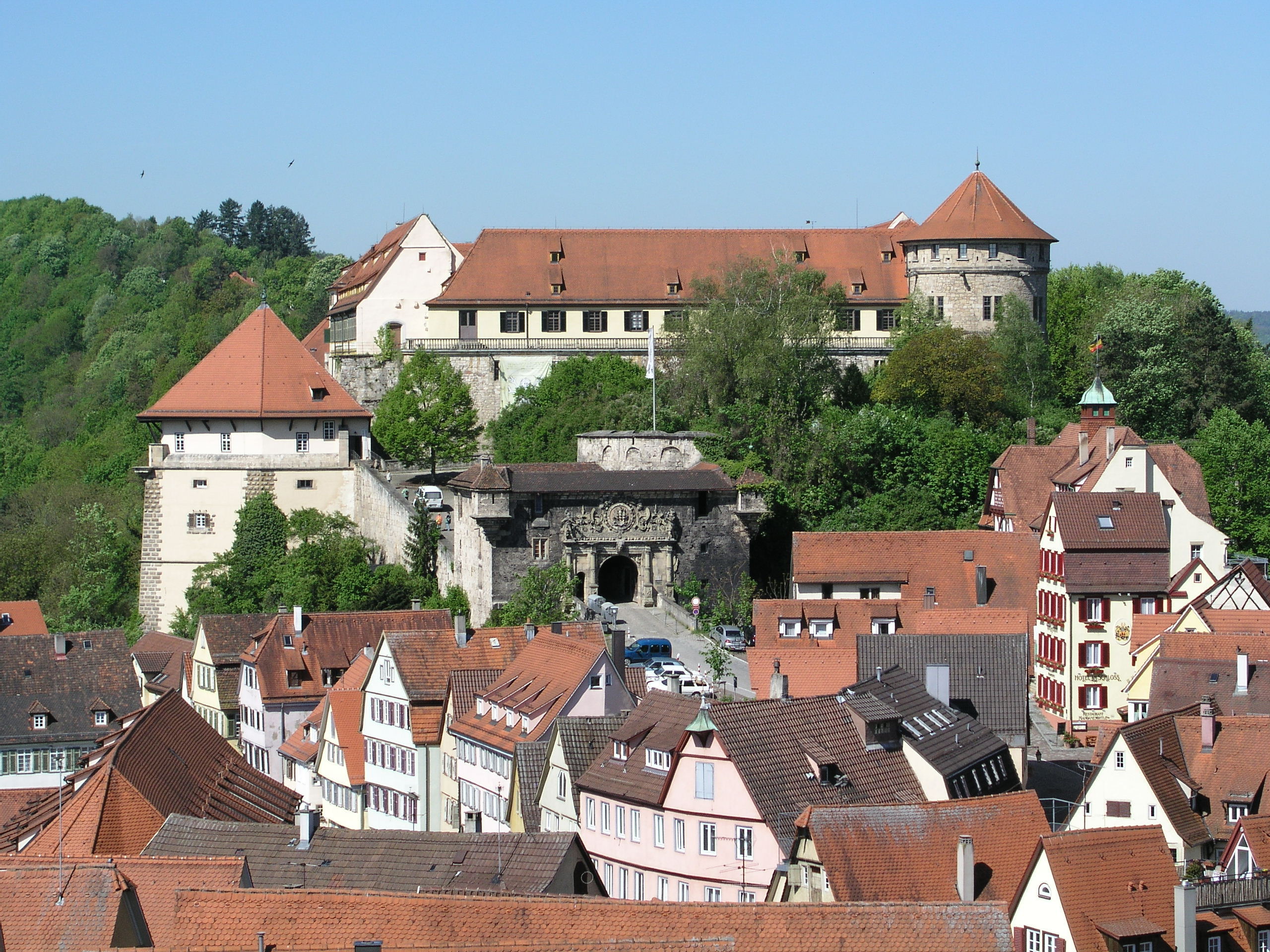
Замок Хоэнтюбинген

Старая часть города хорошо сохранилась, маленькие домики, построенные на холмах, представляют собой приятное зрелище.
Благодаря отсутствию тяжёлой промышленности Тюбинген практически не пострадал во время Второй мировой войны от бомбардировок англичан и американцев. Сейчас это один из немногих хорошо сохранившихся старых городов Германии.

### Музеи
- Кунстхалле Тюбингена
- Замок Хоэнтюбинген
- Музей истории города в здании средневекового зернохранилища (нем. Stadtmuseum im Kornhaus Tübingen)
- Музей автомобилей и игрушек (нем. Boxenstop Tübingen)
- Башня Гёльдерлина (нем. Hölderlinturm)
- Музей на территории бывшей деревни Унтерьезинген (нем. Dorfmuseum in Tübingen-Unterjesingen)

### Театры
- Земельный театр (нем. Landestheater Tübingen)
- Камерный театр (нем. Zimmertheater Tübingen)
- Театр Harlekin (нем. Harlekin Theater Tübingen)
- Пригородный кукольный театр (нем. Vorstadttheater Tübingen)

### Кинотеатры
- Ателье (нем. Atelier)
- Музей (нем. Museum)
- Синий мост (нем. Blaue Brücke)

### Парки
В центре города находится старый ботанический сад со старыми разнообразными деревьями и памятником Гёльдерлину. На острове, расположенном на реке Неккар, находится живописная аллея платанов, возраст которых превышает 180 лет.
Новый ботанический сад на Моргенштелле (нем. Morgenstelle) включает в себя теплицы с различной температурой, в том числе теплицу с фуксиями, где собраны растения, названные в честь тюбингенского ботаника Леонарта Фукса.

### Музыка
В городе образовалась и базируется пауэр-метал группа Abraxas.

## Спорт
Баскетбольная команда «Tigers Tübingen» играет во второй бундеслиге.

## Города-побратимы
- Анн-Арбор, США (27 ноября 1965)
- Вилья-эль-Сальвадор[вд], Перу (23 сентября 2006)
- Дарем, Великобритания (6 июля 1969)
- Кильхберг, Швейцария (11 июня 1981)
- Кингерсайм, Франция (14 сентября 1963)
- Кременчуг, Украина (10 мая 2024)[6]
- Монте, Швейцария (1959)
- Моши, Танзания (16 июня 2014)[7]
- Перуджа, Италия (21 июня 1984)
- Петрозаводск, Россия (октябрь 1989)[8][9]
- Эгль, Швейцария (12 октября 1973)
- Экс-ан-Прованс, Франция (20 октября 1960)

## В астрономии
В честь Тюбингена назван астероид (1481) Тюбингия, открытый в 1938 году немецким астрономом Карлом Райнмутом в Гейдельбергской обсерватории.

## Известные уроженцы и жители
- Иоганн Науклер (1425—1510), учёный, правовед, теолог и историк, первый ректор Тюбингенского университета
- Генрих Бебель (1472—1518), гуманист и поэт, преподавал поэзию и красноречие
- Филипп Меланхтон (1497—1560), лютеранский реформатор
- Леонарт Фукс (1501—1566), врач и ботаник, редактор «Нового справочника», одного из первых систематических справочников по травам
- Примож Трубар (1508—1586), лютеранский реформатор, жил и умер здесь
- Иоганн Кеплер (1571—1630), астроном, математик и астролог
- Кристоф Безольд (1577—1638), правовед и публицист
- Вильгельм Шиккард (1592—1635), профессор иврита и астрономии, изобретатель первого в мире механического калькулятора в 1623 году, жил и умер здесь
- Рудольф Якоб Камерариус (1655—1721), ботаник и профессор, впервые доказал половое размножение растений
- Иоганн Георг Гмелин (1709—1755), натуралист и ботаник, исследователь Сибири и Урала
- Кристоф Мартин Виланд (1733—1813), классический писатель эпохи Просвещения
- Самуил Готлиб Гмелин (1744—1774), путешественник и натуралист
- Иоганн Фридрих Гмелин (1748—1804), врач, ботаник и химик
- Георг Вильгельм Фридрих Гегель (1770—1831), философ идеализма
- Фридрих Гёльдерлин (1770—1843), поэт и философ, жил и умер здесь
- Фридрих Вильгельм Йозеф Шеллинг (1775—1854), философ идеализма
- Людвиг Уланд (1787—1862), поэт и филолог, юрист и политик, жил и умер здесь
- Фридрих Зильхер (1789—1860), композитор, жил и умер здесь
- Фридрих Лист (1789—1846), экономист, профессор университета
- Фердинанд Кристиан Баур (1792—1860), протестантский теолог, жил и умер здесь
- Иммануил Герман Фихте (1796—1879), философ, занимал кафедру философии в университете
- Вильгельм Гауф (1802—1827), писатель эпохи раннего романтизма
- Эдуард Мёрике (1804—1875), лютеранский пастор, поэт и писатель эпохи романтизма
- Давид Штраус (1808—1874), протестантский теолог и писатель
- Иоганн Людвиг Крапф (1810—1881), миссионер в Африке
- Георг Гервег (1817—1875), поэт, революционер
- Карл фон Либермейстер (1833—1901), учёный медик.
- Фридрих Мишер (1844—1895), врач и биолог, первооткрыватель нуклеиновой кислоты как предпосылки для идентификации ДНК
- Карл Фердинанд Браун (1850—1918), изобретатель, профессор, впоследствии нобелевский лауреат по физике
- Карл Корренс (1864—1933), ботаник и генетик
- Алоис Альцгеймер (1864—1915), психиатр и невролог
- Ойген Вильгельм Пфиценмайер (1869—1941), палеонтолог и зоолог
- Альберт Швейцер (1875—1965), теолог, писатель, гуманист, философ и врач, лауреат Нобелевской премии мира
- Герман Гессе (1877—1962), писатель и художник, работал здесь стажёром книготорговца в 1895—1899 годах, впоследствии лауреат Нобелевской премии по литературе
- Эрнст Блох (1885—1977), философ, жил и умер здесь
- Курт Георг Кизингер (1904—1988), политик, канцлер Германии, жил и умер здесь
- Дитрих Бонхёффер (1906—1945), лютеранский теолог и пастор, антинацистский диссидент, учился здесь
- Ханс Майер (1907—2001), литературовед и критик, жил и умер здесь
- Вальтер Йенс (1923—2013), филолог, писатель и университетский профессор риторики, жил и умер здесь
- Мартин Вальзер (1927—2023), писатель, учился здесь
- Папа Бенедикт XVI (1927—2022), занимал кафедру догматического богословия в университете
- Ханс Кюнг (1928—2021), римско-католический теолог и писатель, профессор теологии, критик официальной церкви, создатель Фонда глобальной этики (нем. Stiftung Weltethos), жил и умер здесь
- Ральф Дарендорф (1929—2009), занимал кафедру социологии
- Манфред Корфман (1942—2005), археолог и профессор, занимался раскопками древней Трои
- Христиана Нюслайн-Фольхард (род. 1942), биолог по развитию и лауреат Нобелевской премии по физиологии или медицине, живёт здесь
- Хорст Кёлер (1943—2025), политик, президент Германии 2004—2010 гг.
- Гельмут Хаусман (род. 1943), профессор и политик
- Дитер Бауманн (род. 1965), легкоатлет, победитель Олимпийских игр, живёт здесь
- Клеменс Шик (род. 1972), актёр